# De lege lata
De lege lata är ett latinskt begrepp som inom juridiken används för att benämna en analys eller argumentation rörande vad som är gällande rätt. Det särskiljer det från de lege ferenda, som benämner en analys eller ett argument rörande vad lagen borde vara.
Den exakta distinktionen mellan lege ferenda och lege lata är inte given, och olika rättsfilosofiska skolor tenderar att dra gränsen olika. Rättspositivister, däribland Jeremy Bentham och John Austin, har historiskt varit måna om att upprätthålla en strikt distinktion för att på sätt kunna skilja moralen å ena sidan från lagen å den andra.
I angloamerikansk rätt används vanligen formen lex lata istället för de lege lata (lex är nominativ, medan lege är ablativ).